# 수창 (배우)
수창(중국어 간체자: 舒畅, 정체자: 舒暢, 병음: Shū Chàng, 한자음: 서창, 1987년 12월 1일 ~ )은 중국의 배우, 가수이다. 지린성 바이산시에서 태어났으며 베이징 제2외국어학원을 졸업했다.

## 방송
- 용주전기
- 대당영요 2
- 대당영요
- 풍운의 대가문
- 활색생향